# Pečenice
Pečenice (ungarisch Hontbesenyőd – bis 1888 Pecsenic) ist eine Gemeinde im slowakischen Bezirk Levice, die am Westrand der Schemnitzer Berge (Štiavnicke vrchy) liegt. Sie hat etwa 120 Einwohner, die überwiegend in der Landwirtschaft arbeiten. Sie ist ein bekannter Weinort, fast jede Familie hat ihre eigene Cuvée.
Der Ort wurde 1135 zum ersten Mal schriftlich als Sceleus (was ungarisch so viel wie „Weinberg“ bedeutet) erwähnt. Durch den Ort fließt das Flüsschen Jabloňovka. Name stammt von den Petschenegen.
Zu einer Steinansammlung gibt es die Legende, dass in ihr ein Tunnel zur ungarischen Grenze führt.

## Bevölkerung
| Jahr                | 1994 | 2004     | 2014    | 2024    |
| ------------------- | ---- | -------- | ------- | ------- |
| Anzahl der Personen | 148  | 129      | 121     | 127     |
| Unterschied         |      | −12,83 % | −6,20 % | +4,95 % |

| Jahr                | 2023 | 2024    |
| ------------------- | ---- | ------- |
| Anzahl der Personen | 131  | 127     |
| Unterschied         |      | −3,05 % |